# Christel Justen
Christel Justen, née le 10 octobre 1957 à Vaals (Pays-Bas) et décédée le 20 janvier 2005 à Waldenburg dans le Bade-Wurtemberg (Allemagne), est une nageuse allemande.

## Biographie
Christel Justen signe à l'occasion de la finale des championnats d’Europe 1974 le record du monde du 100 m brasse en 1 min 12 s 55 devant les nageuses d'Allemagne de l'Est. Cette performance lui vaut le titre de meilleure sportive allemande en 1974.

## Palmarès

### Championnats d'Europe
- Championnats d'Europe 1974 à Vienne (Autriche) :
  -  médaille d'or du 100 m brasse
  -  médaille d'argent du relais 4 × 100 m 4 nages